# 护蒋洞
24°16′54″N 109°25′17″E / 24.28167°N 109.42139°E
护蒋洞位于中国广西壮族自治区柳州市鱼峰区羊角山路广西壮族自治区血液中心院内，2006年作为昆仑关战役旧址之一被列为第六批全国重点文物保护单位。
昆仑关位于南宁市兴宁区昆仑镇和宾阳县思陇镇交界处，始建于秦汉时期，是内地经广西通往越南的重要关隘。1939年11月15日，日本军在北海湾龙门港登陆，攻占钦州、防城后，12月4日进占昆仑关。国军与日军在此展开桂南会战。昆仑关战役是此次会战的关键之战，以国军胜利告终。1940年2月21日至25日，由蒋介石主持的桂南会战检讨会在柳州（今羊角山8号龙潭医院院内）召开，期间由于遭到日军飞机轰炸，蒋介石曾到附近的山洞躲避，后该山洞被称为护蒋洞。

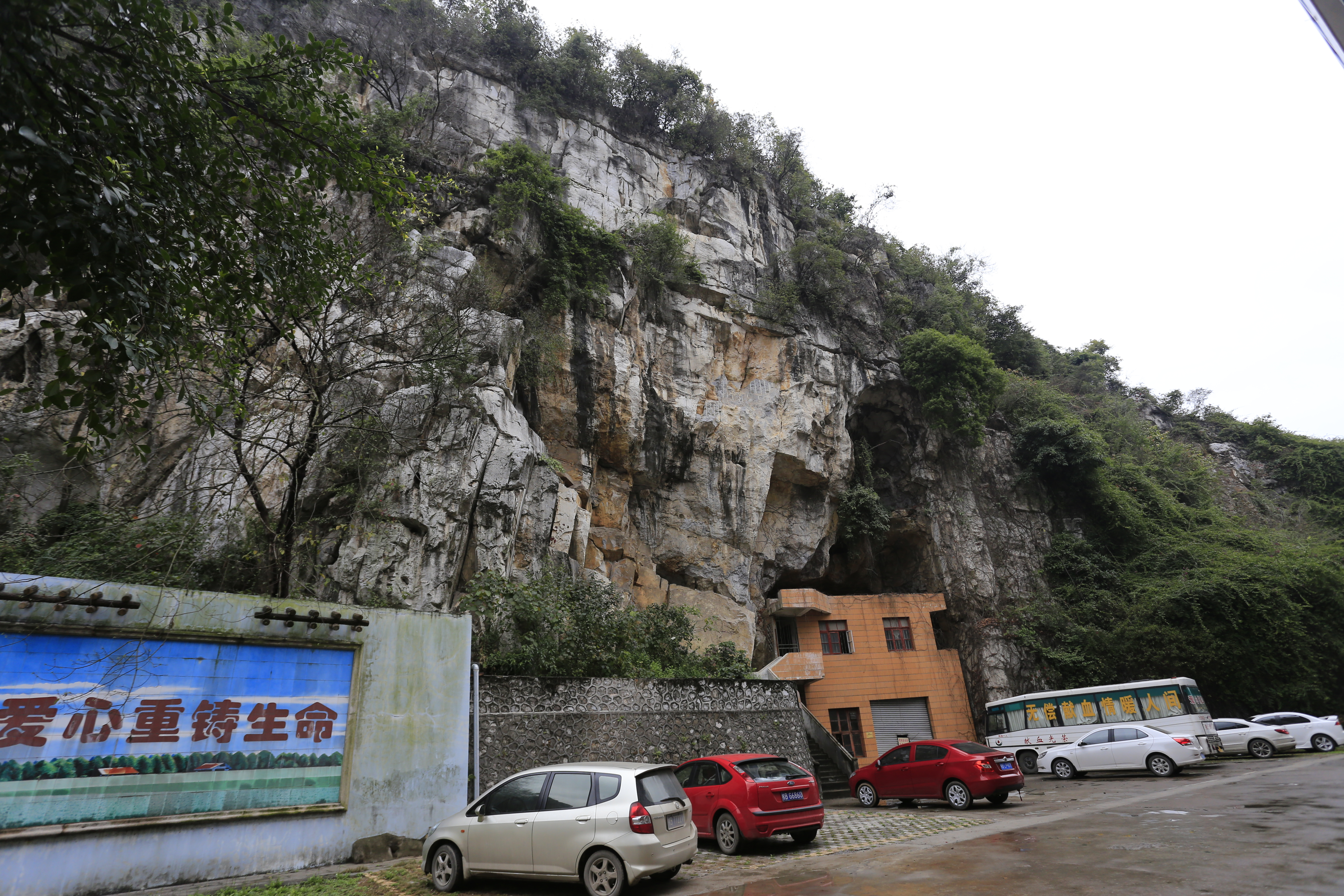
护蒋洞